# Aktenzeichen (Deutschland)
Ein Aktenzeichen (Abk. Az.) dient der signaturmäßigen Kennzeichnung von Akten, unabhängig von dem Medium, in dem sie vorliegen. Begrifflich ist im Einzelnen zwischen der öffentlichen Verwaltung (einschließlich der Justizverwaltung) einerseits und der Justiz andererseits zu unterscheiden.

## Verwaltung
Das Aktenzeichen der öffentlichen Verwaltung wird anhand des Aktenplans und des danach geführten Aktenverzeichnisses systematisch vergeben und zusammen mit dem Aktentitel auf dem Schriftgutbehälter vermerkt und im Aktenverzeichnis geführt. Das Aktenzeichen wird oft mit dem Geschäftszeichen zur Kennzeichnung eines Dokuments verwechselt, ist allerdings nur ein das Thema mitumfassender Teil des Geschäftszeichens, das seinerseits aus Organisationseinheit, Aktenzeichen und ggf. einem Vorgangs-/Dokumentenkennzeichen besteht.
Das Aktenzeichen ist die eindeutige Kennzeichnung einer Akte. Es kann sich aus einer Kombination von Ziffern und/oder Buchstaben zusammensetzen und darf nicht zweimal vergeben werden. Zum Thema anfallendes Schriftgut muss eindeutig über das Aktenzeichen zugeordnet werden können.
Wesentliche Bestandteile eines Aktenzeichens in Deutschland sind das Aktenplan-Kennzeichen und eine Ordnungsnummer; beide sind durch einen Schrägstrich (Solidus) voneinander getrennt.
Beispiele:
| Aktenplankennzeichen | Ordnungsnummer | daraus gebildetes Aktenzeichen |
| -------------------- | -------------- | ------------------------------ |
| 7654                 | 8              | 7654/8                         |
| 211321               | 37             | 211321/37                      |
| 211431               | 0              | 211431/0                       |

Das Aktenplankennzeichen kann durch ein Ableitungskennzeichen ergänzt werden, zum Beispiel um Unterteilungen nach Bundesländern vorzunehmen.
Beispiel: 2200-BY/14
Zur Entlastung der Hauptakte gebildete „Sondersachakten“ werden mit römischen Ziffern bezeichnet, die der Ordnungsnummer nachgestellt werden.
Beispiel: 2200-BY/14 III
In der Praxis sind auch starke Abweichungen dieser Technik möglich. Grundsätzlich werden Akten nur zur untersten Ebene des Aktenplans („Betreffseinheit“) und nur nach Bedarf gebildet.
Bandnummern werden mit „Bd.“ oder „-“ (Divis) angehängt.
Manche Aktenzeichen sind weniger offensichtlich interpretierbar; z. B. „20/1 – 1/21 – 1044“ lässt sich nur interpretieren durch einen Blick in den dazugehörigen Aktenplan.
In der Kommunalverwaltung sind die Aktenzeichen gemäß Musteraktenplan der KGSt gebräuchlich.
Im Bereich der Justizverwaltung gilt seit 1952 die Generalaktenverfügung. Thematisch-numerisches Aktenzeichen (§ 6 GenAktVfg; Beispiel: 1456 für die Generalaktenverfügung selbst, 1454 für die gerichtliche Aktenordnung), Abteilungszeichen und Unterscheidungszeichen bilden die Geschäftsnummer (§ 7 GenAktVfg).
Von Aktenzeichen zu unterscheiden sind Aktenkennzeichnungen, wie z. B. die Vertraulichkeitsstufe bei Verschlusssachen (Vertraulichkeitsstufen „VS-NUR FÜR DEN DIENSTGEBRAUCH“, „VS-VERTRAULICH“, „GEHEIM“ und „STRENG GEHEIM“).

## Justiz
Das gerichtliche Aktenzeichen dient der Kennzeichnung eines Dokuments und geht auf die Aktenordnung (AktO) vom 28. November 1934 und ihre Vorgänger zurück. Diese wird heute auf Landesebene durch die einzelnen Aktenordnungen der Bundesländer, auf Bundesebene etwa durch die AktOBGH fortgeführt. Aus dem von den Gerichten kalenderjährlich aufzustellenden Geschäftsverteilungsplan ergibt sich dann der für einen Rechtsstreit zuständige Richter. Dieser ist der gesetzliche Richter nach Art. 101 Abs. 1 Satz 2 des Grundgesetzes.
Das gerichtliche Aktenzeichen besteht regelmäßig aus Abteilung, Registerzeichen, Nummer und Jahreszahl (§ 4 Abs. 2 AktO). Es ist grundsätzlich zugleich die Geschäftsnummer (auch Geschäftszeichen genannt); nur in Grundbuchsachen wird es zur Bildung der Geschäftsnummer um eine Ordnungsnummer ergänzt (§ 4 Abs. 1 AktO).
Im amtsgerichtlichen Verfahren ergibt sich zum Beispiel aus dem Aktenzeichen 12 C 580/06, dass nach dem Geschäftsverteilungsplan des Amtsgerichtes, den jedermann einsehen darf, ein bestimmter Richter der Abteilung 12 für allgemeine Zivilsachen (= C) in der Reihenfolge der laufenden Nummer 580 des Kalenderjahres 2006 zuständig ist und dass die Klage im Jahr 2006 bei Gericht eingegangen ist.
Ungenauigkeiten können sich ergeben, wenn Klageeingänge zum Jahresende, zum Beispiel am 22. Dezember 2006, in das nachfolgende Kalenderjahr übertragen werden und dort etwa das Aktenzeichen 12 C 13/07 erhalten. Die zweistellige Jahreszahl 07 würde bedeuten, dass die Klage, die am 22. Dezember 2006 einging, erst nachträglich im Kalenderjahr 2007 bei Gericht eingegangen sei.
Ebenso ungenau ist die Übertragung der Akte 14 C 437/04 aus einem seit 2004 rechtshängigen Rechtsstreit in ein nachfolgendes Kalenderjahr, zum Beispiel 2007 unter dem Registerzeichen 12 (14) C 27/07. Dadurch entsteht für die Öffentlichkeit und die Statistik der Eindruck, dass die Klage erst 2007 eingereicht worden sei und Rückstände aufgearbeitet wurden, andererseits ein zusätzlicher Arbeitsschub für das Kalenderjahr 2007 bevorsteht.
Die Aktenordnung mit der Regelung der Registerzeichen unterstützt die Arbeitsteilung unter den Richtern und für den Rechtsuchenden den verfassungsrechtlich gewährleisteten Anspruch auf den gesetzlichen Richter nach Art. 101 Abs. 1 Satz 2 des Grundgesetzes.

### Registerzeichen
Das Registerzeichen ist der Teil des Aktenzeichens, der auf ein bestimmtes Aktenregister verweist. Bei den für Rechtsmittel zuständigen Gerichten etwa werden spezielle Berufungs- oder Revisionsregister geführt, in denen ausschließlich Berufungen respektive Revisionen verzeichnet werden. Legt nun eine der Parteien beispielsweise Berufung ein, so wird bei der Geschäftsstelle des Gerichts für dieses Verfahren ein eindeutiges Aktenzeichen vergeben, aus dem aufgrund des Registerzeichens wiederum hervorgeht, dass die Akte im Berufungsregister zu suchen ist.
Das Registerzeichen hat im Bereich der Justiz eine ähnliche thematische Funktion wie das Aktenzeichen im Bereich der Verwaltung. Ein formaler Unterschied liegt darin, dass das Registerzeichen aus Buchstaben (bzw. im Fall der freiwilligen Gerichtsbarkeit aus römischen Ziffern) besteht, während dem Verwaltungs-Aktenzeichen meist eine arabisch-numerische Kennzeichnung nach dem Dezimalsystem zugrunde liegt.
Beispiele
- LG Musterstadt 34 O 13/04 als typisches Aktenzeichen eines ordentlichen Gerichts in Zivilverfahren.
  - Landgericht Musterstadt – 34. Kammer – Register für Allgemeine Zivilsachen 1. Instanz – 13. Vorgang des Jahres 2004. Zum besseren Verständnis wird beim Diktat oder Telefonat der Schrägstrich zwischen fortlaufender Nummer (13) und Jahr (04) ausdrücklich erwähnt, zum Beispiel: „Dreizehn Strich Null Vier“ oder „Dreizehn aus Null Vier“.
  - Hierbei ist „O“ das sog. Registerzeichen.
- LG Musterstadt 22 Ks 34 Js 1213/04 als typisches Aktenzeichen eines ordentlichen Gerichts in Strafverfahren.
  - In Strafsachen wird das Aktenzeichen der Staatsanwaltschaft übernommen und durch die Angabe des Gerichts / der Kammer und der Art des Verfahrens ergänzt:
    - 22 Ks = 22. Große Strafkammer als Schwurgericht
    - 34 Js = 34. Abteilung der anklagenden Staatsanwaltschaft
    - 1213/04 = 1213. Vorgang der Staatsanwaltschaft des Jahres 2004

(In Strafsachen ergibt sich aus dem Aktenzeichen also nicht das Jahr, in dem das Verfahren bei Gericht anhängig wurde, sondern nur das Jahr, in dem die Sache bei der Staatsanwaltschaft eingegangen ist)
- VIII ZR 350/03 vom 22. September 2004 – Entscheidung des
  - VIII. Zivilsenates (siehe Gerichtsorganisation des Bundesgerichtshofes)
  - ZR = Revisionen in Zivilsachen
  - Aktenzeichen: 350/03, wobei sich (03) auf das Einbringungsjahr bezieht und (350) eine fortlaufende Nummer ist.
  - Das Datum bezieht sich, sofern angegeben, auf den Zeitpunkt der Verkündung.
- 1 StR 287/05 vom 7. Dezember 2005 – Entscheidung des
  - 1. Strafsenats (siehe Gerichtsorganisation des Bundesgerichtshofes)
  - StR = Revisionen in Strafsachen
  - Aktenzeichen: 287/05, wobei sich (05) auf das Einbringungsjahr und (287) eine fortlaufende Nummer ist.
  - Das Datum bezieht sich, sofern angegeben, auf den Zeitpunkt der Verkündung.

#### Instanzgerichte
Vorbemerkung: Die Registerzeichen der Verwaltungsgerichte auf Landesebene (VG, OVG/VGH) sind bisher nicht vereinheitlicht und in der folgenden Tabelle nur exemplarisch für Nordrhein-Westfalen wiedergegeben. Im Anschluss findet sich eine grobe Übersicht für alle Bundesländer.
| RegZ        | Bedeutung | Gbkt. | Gericht  | Instanzenzug (Beispiele)                    |
| ----------- | --- | ----- | -------- | ------------------------------------------- |
| C           | Erstinstanzliche Zivilprozesse (gewöhnliche Prozesse, Urkunden-, Wechsel- und Scheckprozesse, Aufgebotssachen, Arreste und einstweilige Verfügungen; § 23 GVG) | Ziv   | AG       | C→S→ZR                                      |
| H           | Anträge außerhalb eines anhängigen Verfahrens | Ziv   | AG       |                                             |
| BSch        | [Zusatz:] Binnenschifffahrtssachen (BinSchVfG) | Ziv   | AG, OLG  | C→U→ZR                                      |
| F           | Erstinstanzliche Familiensachen (§ 111 FamFG; § 23a Abs. 1 Nr. 1, § 23b GVG) | Ziv   | AG:F     | F→WF/UF→ZB                                  |
| FH          | Familiensachen: Anträge außerhalb eines anhängigen Verfahrens | Ziv   | AG:F     |                                             |
| B           | Mahnsachen (§ 689 ZPO) | Ziv   | AG:Ma    |                                             |
| J           | Verteilungsverfahren (§ 872 ZPO) | Ziv   | AG:Vo    |                                             |
| K           | Zwangsversteigerungssachen (ZVG) | Ziv   | AG:Vo    |                                             |
| L           | Zwangsverwaltungssachen (ZVG) | Ziv   | AG:Vo    |                                             |
| M           | Zwangsvollstreckungssachen | Ziv   | AG:Vo    |                                             |
| IN          | Insolvenzverfahren (ohne Verfahren nach § 304 InsO bzw. Art. 102 Abs. 3 EGInsO) | Ziv   | AG:In    |                                             |
| IK          | Verbraucher- und sonstige Kleininsolvenzverfahren (§ 304 InsO) | Ziv   | AG:In    |                                             |
| IE          | Insolvenzverfahren nach Art. 102 Abs. 3 EGInsO | Ziv   | AG:In    |                                             |
| HR          | Handelsregister (§ 8 HGB) | Ziv   | AG:R     |                                             |
| HRA         | Handelsregister, Abteilung A | Ziv   | AG:R     |                                             |
| HRB         | Handelsregister, Abteilung B | Ziv   | AG:R     |                                             |
| GnR         | Genossenschaftsregister (GenG) | Ziv   | AG:R     |                                             |
| GsR         | Gesellschaftsregister | Ziv   | AG:R     |                                             |
| PR          | Partnerschaftsregister (PartGG) | Ziv   | AG:R     |                                             |
| VR          | Vereinsregister (§ 55 BGB) | Ziv   | AG:R     |                                             |
| GR          | Güterrechtsregister (§ 1558 BGB) | Ziv   | AG:R     |                                             |
| PK          | Register für Pachtkreditsachen (PachtkredG) | Ziv   | AG       |                                             |
| SSR         | Schiffsregister: Seeschiffsregister (SchRegO) | Ziv   | AG       |                                             |
| BSR         | Schiffsregister: Binnenschiffsregister (SchRegO) | Ziv   | AG       |                                             |
| SBR         | Schiffsregister: Schiffsbauregister (SchRegO) | Ziv   | AG       |                                             |
| LR          | Register für Pfandrechte an Luftfahrzeugen (LuftFzRG) | Ziv   | AG       |                                             |
| I           | Beurkundungen | Ziv   | AG       |                                             |
| II          | Sonstige Handlungen und Entscheidungen in Sachen der freiwilligen Gerichtsbarkeit einschl. Angelegenheiten der Beratungshilfe | Ziv   | AG       |                                             |
| III         | Standesamtssachen (§ 50 PStG) | Ziv   | AG       | III→W→ZB                                    |
| IV          | Verfügungen von Todes wegen (§§ 1922 ff BGB) | Ziv   | AG:N     |                                             |
| VI          | Sonstige Handlungen des Nachlassgerichts (§ 342 FamFG) | Ziv   | AG:N     |                                             |
| VII         | Vormundschaften (§§ 1773 ff BGB, § 151 FamFG) | Ziv   | AG:F     |                                             |
| VIII        | Pflegschaften (§§ 1909 ff BGB, § 151 FamFG) | Ziv   | AG:F     |                                             |
| X           | Andere vormundschaftliche Angelegenheiten (betreuungsgerichtliche Zuweisungssachen, § 340 FamFG) | Ziv   | AG:B     |                                             |
| XIV         | Unterbringungs- (§ 312 FamFG) und Freiheitsentziehungssachen (§ 415 FamFG) | Ziv   | AG:B     |                                             |
| XV/Lw       | Landwirtschaftssachen (LwVfG) | Ziv   | AG:L     | XV/Lw→U→LwZR; XV/Lw→W→BLw                   |
| XVII        | Betreuungssachen (§§ 1896 ff BGB, § 271 FamFG, § 23c GVG) | Ziv   | AG:B     | XVII→T→ZB                                   |
| O           | Erstinstanzliche Zivilprozesse (gewöhnliche Prozesse, Arreste und einstweilige Verfügungen; § 71 GVG) | Ziv   | LG       | O→U→ZR                                      |
| OH          | Anträge außerhalb eines anhängigen Rechtsstreits | Ziv   | LG       |                                             |
| S           | Berufungen in Zivilsachen (§ 72 GVG, §§ 511 ff ZPO) | Ziv   | LG       | C→S→ZR                                      |
| SH          | Anträge außerhalb eines anhängigen Berufungsverfahrens | Ziv   | LG       |                                             |
| T           | Beschwerden (§ 72 GVG/Ausnahme in § 119 GVG, §§ 576 ff ZPO) | Ziv   | LG       | XVII→T→ZB                                   |
| U           | Berufungen in Zivilsachen (§ 119 Abs. 1 Nr. 2 GVG, §§ 511 ff ZPO) | Ziv   | OLG      | O→U→ZR                                      |
| UH          | Anträge außerhalb eines anhängigen Berufungsverfahrens in Zivilsachen | Ziv   | OLG      |                                             |
| W           | Beschwerden in Zivilsachen (§ 119 Abs. 1 Nr. 1 Buchst. b, Abs. 2 GVG) | Ziv   | OLG      | III→W→ZB                                    |
| WF          | Beschwerden in Familiensachen des Richters (§ 119 Abs. 1 Nr. 1 Buchst. a GVG) | Ziv   | OLG      | F→WF→ZB                                     |
| UF          | Beschwerden in Familiensachen des Rechtspflegers (§ 3 RpflG) sowie gegen andere als Endentscheidungen (§ 39a AktO) | Ziv   | OLG      | F→UF→ZB                                     |
| Sch         | Schiedsrichterliche Verfahren | Ziv   | OLG      |                                             |
| SchH        | Anträge auf gerichtliche Entscheidungen in den in § 1062 Abs. 1 Nrn. 1 bis 3 ZPO genannten Fällen | Ziv   | OLG      |                                             |
| Kap         | Kapitalanleger-Musterverfahrengesetz | Ziv   | OLG      |                                             |
| AktG        | Freigabeverfahren nach dem Aktien- und Umwandlungsgesetz | Ziv   | OLG      |                                             |
| EK          | Entschädigungsklagen (§ 201 GVG) | Ziv   | OLG      |                                             |
| Kart        | Kartellsachen: Verwaltungsbeschwerden (§ 63 GWB) | Ziv   | OLG      |                                             |
| Verg        | Vergaberechtssachen (Verfahren nach §§ 115 Abs. 2 Sätze 2, 3 und 116 GWB) | Ziv   | OLG      |                                             |
| VA          | Entscheidungen über Justizverwaltungsakte (§ 25 EGGVG) | Ziv   | OLG      |                                             |
| ReorG       | Sanierungs- bzw. Reorganisationsverfahren (KredReorgG) | Ziv   | OLG      |                                             |
| FS          | Fideikommisse | Ziv   | OLG      |                                             |
| AR-(pat)    | Allgemeines Register | Ziv   | BPatG    |                                             |
| EP          | [Zusatz:] Europäisches Patent | Ziv   | BPatG    |                                             |
| Li          | Zwangslizenzverfahren | Ziv   | BPatG    | Li→ZR                                       |
| LiQ         | Einstweilige Verfügungen in Zwangslizenzverfahren | Ziv   | BPatG    |                                             |
| LiR         | Rücknahmeklagen in Zwangslizenzsachen | Ziv   | BPatG    |                                             |
| Ni          | Patentnichtigkeitsverfahren | Ziv   | BPatG    | Ni→ZR                                       |
| W-(pat)     | Beschwerdeverfahren (Patent, Design, Sortenschutz, Marken) | Ziv   | BPatG    | W-(pat)→ZB                                  |
| ZA-(Pat)    | Anträge außerhalb anhängiger Patentsachen | Ziv   | BPatG    |                                             |
| ZR          | Revisionen (§ 133 GVG), Beschwerden gegen die Nichtzulassung der Revision, Anträge auf Zulassung der Sprungrevision, Berufungen in Patentsachen (§ 110 PatG) | Ziv   | BGH      | C→S→ZR; O→U→ZR; Li/Ni→ZR                    |
| ZRR         | Register für Revisionen in bürgerlichen Rechtsstreitigkeiten über Landesrecht | Ziv   | BayObLG  |                                             |
| ZB          | Beschwerden, Rechtsbeschwerden (§ 70 FamFG, § 100 PatG), weitere Beschwerden, Beschwerden gegen die Nichtzulassung der Revision nach dem BEG | Ziv   | BGH      | F→WF/UF→ZB; III→W→ZB; XVII→T→ZB; W-(pat)→ZB |
| ZBR-PAG     | Rechtsbeschwerden nach dem Polizeiaufgabengesetz | Ziv   | BayObLG  |                                             |
| ZA          | Anträge außerhalb eines in der Rechtsmittelinstanz anhängigen Verfahrens | Ziv   | BGH      |                                             |
| ZR(Ü)       | Erstinstanzliche Klagen auf Entschädigung wegen überlanger Gerichtsverfahren und strafrechtlicher Ermittlungsverfahren | Ziv   | BGH      |                                             |
| BLw         | Rechtsbeschwerden in Landwirtschaftssachen der freiwilligen Gerichtsbarkeit (§§ 2, 9 LwVfG) | Ziv   | BGH      |                                             |
| LwZR        | Revisionen, Beschwerden gegen die Nichtzulassung der Revision und Anträge auf Zulassung der Sprungrevision in Landwirtschaftssachen (§§ 2, 48 LwVfG) | Ziv   | BGH      |                                             |
| LwRR        | Revisionen in Landwirtschaftssachen über Landesrecht | Ziv   | BayObLG  |                                             |
| LwZB        | Beschwerden und Rechtsbeschwerden in Landwirtschaftssachen der streitigen bürgerlichen Gerichtsbarkeit | Ziv   | BGH      |                                             |
| LwZA        | Anträge außerhalb eines in der Revisionsinstanz für Landwirtschaftssachen anhängigen Verfahrens | Ziv   | BGH      |                                             |
| ARZ         | Allgemeine Register und Gerichtsstandsbestimmungen | Ziv   | BGH      |                                             |
| KZR         | Revisionen, Beschwerden gegen die Nichtzulassung der Revision und Anträge auf Zulassung der Sprungrevision in bürgerlichen Rechtsstreitigkeiten in Kartellsachen | Ziv   | BGH      |                                             |
| KZB         | Rechtsbeschwerden und Beschwerden in bürgerlichen Rechtsstreitigkeiten in Kartellsachen | Ziv   | BGH      |                                             |
| KZA         | Anträge außerhalb eines in der Revisionsinstanz anhängigen Rechtsstreits in Kartellsachen | Ziv   | BGH      |                                             |
| KVR         | Rechtsbeschwerden in Kartellverwaltungssachen (§ 74 GWB) | Ziv   | BGH      |                                             |
| KVZ         | Nichtzulassungsbeschwerden in Kartellverwaltungssachen | Ziv   | BGH      |                                             |
| EnZR        | Revisionen, Beschwerden gegen die Nichtzulassung der Revision und Anträge auf Zulassung der Sprungrevision in bürgerlichen Rechtsstreitigkeiten nach dem EnWG | Ziv   | BGH      |                                             |
| EnZB        | Rechtsbeschwerden und Beschwerden in bürgerlichen Rechtsstreitigkeiten nach dem EnWG | Ziv   | BGH      |                                             |
| EnZA        | Anträge außerhalb eines in der Rechtsmittelinstanz anhängigen Rechtsstreits in bürgerlichen Rechtsstreitigkeiten nach dem EnWG | Ziv   | BGH      |                                             |
| EnVR        | Rechtsbeschwerden in energiewirtschaftsrechtlichen Verwaltungssachen nach dem EnWG (§ 86 EnWG) | Ziv   | BGH      |                                             |
| EnVZ        | Nichtzulassungsbeschwerden in energiewirtschaftsrechtlichen Verwaltungssachen nach dem EnWG | Ziv   | BGH      |                                             |
| AR(VZ)      | Entscheidungen über Justizverwaltungsakte (§ 29 EGGVG) | Ziv   | BGH      |                                             |
| GSZ         | Großer Senat für Zivilsachen (§ 132 GVG) | Ziv   | BGH      |                                             |
| VGS         | Vereinigte Große Senate (§ 132 GVG) | Ziv   | BGH      |                                             |
| VRG         | Ersuchen des Bundesverfassungsgerichts zu Vorlagen nach Art. 100 GG und zu Verfassungsbeschwerden | Ziv   | BGH      |                                             |
| DG          | Erstinstanzliche Versetzungs- und Prüfungsverfahren der Richterinnen und Richter (§ 78 Nr. 2 bis 4) | Ziv   | DG       |                                             |
| DGH         | Berufungen und Beschwerden in Versetzungs- und Prüfungsverfahren der Richterinnen und Richter (§ 79 Abs. 1 DRiG) | Ziv   | DGH      |                                             |
| RiZ(R)      | Revisionen in Versetzungs- und Prüfungsverfahren der Richterinnen und Richter (§ 80 DRiG) | Ziv   | BGH      |                                             |
| RiZ         | Anträge betreffend Richter im Bundesdienst und Mitglieder des Bundesrechnungshofes auf gerichtliche Entscheidung im Versetzungs- und Prüfungsverfahren (§§ 65, 66 DRiG) sowie auf vorläufige Untersagung der Amtsgeschäfte | Ziv   | BGH      |                                             |
| AGH         | Erstinstanzliche verwaltungsrechtliche Anwaltssachen (§ 112a BRAO) | Ziv   | AGH      | AGH→AnwZ(Brfg)                              |
| AnwZ(Brfg)  | Berufungen und Anträge auf Zulassung der Berufung in verwaltungsrechtlichen Anwaltssachen (§ 112a Abs. 2 BRAO) | Ziv   | BGH      |                                             |
| AnwZ        | Klagen über Entscheidungen in Zulassungssachen oder gegen sonstige Verwaltungsakte betreffend Rechtsanwältinnen und -anwälte beim Bundesgerichtshof (§ 112a Abs. 3 Nr. 1 BRAO) | Ziv   | BGH      |                                             |
| AnwZ(P)     | Klagen über die Anfechtung von Wahlen und Beschlüssen der Rechtsanwaltskammer beim BGH und der Bundesrechtsanwaltskammer (§ 112a Abs. 3 Nr. 2 BRAO) | Ziv   | BGH      |                                             |
| PatA-Z      | Erstinstanzliche verwaltungsrechtliche Patentanwaltssachen (§ 94a PAO) | Ziv   | OLG      |                                             |
| PatAnwZ     | Berufungen und Anträge auf Zulassung der Berufung und Beschwerden in verwaltungsrechtlichen Patentanwaltssachen (§ 94a PAO) | Ziv   | BGH      |                                             |
| Not         | Erstinstanzliche Verfahren in verwaltungsrechtlichen Notarsachen (§ 111 Abs. 1 BNotO) | Ziv   | OLG      |                                             |
| NotZ(Brfg)  | Berufungen und Anträge auf Zulassung der Berufung gegen Entscheidungen der Oberlandesgerichte in Notarsachen (§ 111 Abs. 2 BNotO) | Ziv   | BGH      |                                             |
| Ls          | Erstinstanzliche Sachen des Schöffengerichts/Jugendschöffengerichts (§ 28 GVG, § 40 JGG; § 18 AktO) | Str   | AG       | Ls→NBs→ORs                                  |
| Ds          | Erstinstanzliche Sachen des Strafrichters/Jugendrichters (§ 25 GVG, § 39 JGG) | Str   | AG       | Ds→NBs→ORs                                  |
| Cs          | Strafbefehlssachen (§§ 407 ff StPO) | Str   | AG       | Cs→NBs→ORs                                  |
| OWi         | Bußgeldsachen (§ 68 OWiG) | Str   | AG       | OWi→ORbs→(StR)                              |
| Bs          | Privatklagesachen (§ 374 StPO) | Str   | AG       |                                             |
| Gs          | Einzelne richterliche Anordnungen (§ 162 StPO) | Str   | AG       |                                             |
| BRs         | Bewährungssachen | Str   | AG       |                                             |
| VRJs        | Vollstreckungsregister für Jugendgerichtssachen | Str   | AG       |                                             |
| BSch        | [Zusatz:] Binnenschifffahrtssachen (BinSchVfG) | Str   | AG, OLG  | Ls/Ds/Cs→ORs→StR; OWi→ORbs→(StR)            |
| Ks          | Erstinstanzliche Schwurgerichtssachen (§ 74 Abs. 2 GVG; § 41 AktO) | Str   | LG       | Ks→StR                                      |
| KLs         | Erstinstanzliche Sachen der großen Strafkammer/Jugendkammer (§ 74 Abs. 1 GVG, § 41 JGG) | Str   | LG       | KLs→StR                                     |
| NBs         | Berufungen in Strafsachen (§ 74 Abs. 3 GVG; ehemals Ns) | Str   | LG       | Ls/Ds/Cs→NBs→ORs                            |
| NSV         | Nachträgliche Sicherungsverwahrung | Str   | LG       |                                             |
| VSV         | Vorbehaltene Sicherungsverwahrung | Str   | LG       |                                             |
| Ps          | Berufungen in Privatklagesachen | Str   | LG       |                                             |
| Qs          | Beschwerden in Strafsachen und Bußgeldsachen (§ 73 GVG) | Str   | LG       |                                             |
| StVK        | Strafvollstreckungskammer (§ 78a GVG) | Str   | LG       | StVK→Ws→AR(Vollz)                           |
| Js          | Strafsachen und Bußgeldsachen | Str   | StA      |                                             |
| JS          | Zentrales Js-Register | Str   | StA      |                                             |
| UJs         | Ermittlungsverfahren gegen Unbekannt | Str   | StA      |                                             |
| VRs         | Vollstreckungsregister | Str   | StA      |                                             |
| Hs          | Zivilsachen (z. B. Todeserklärung, § 16 VerschG) | Str   | StA      |                                             |
| GerH/GH     | Gerichtshilfe | Str   | StA      |                                             |
| ORs         | Revisionen in Strafsachen (§ 121 Abs. 1 Nr. 1 GVG), Berufungen in Binnenschifffahrtssachen (§ 11 BinSchVfG) | Str   | OLG      | Ls/Ds/Cs→NBs→ORs; Ls/Ds/Cs→ORs→StR          |
| StRR        | Register für Revisionen in Strafsachen | Str   | BayObLG  |                                             |
| ORbs        | Rechtsbeschwerden in Bußgeldsachen (§ 79 OWiG) | Str   | OLG      | OWi→ORbs→(StR)                              |
| ObOWi       | Register für Bußgeldsachen | Str   | BayObLG  |                                             |
| Vs          | Revisionen in Privatklagesachen | Str   | OLG      |                                             |
| Ws          | Beschwerden in Strafsachen und Bußgeldsachen | Str   | OLG      |                                             |
| StObWs      | Register für Beschwerden in Strafsachen | Str   | BayObLG  |                                             |
| St          | Erstinstanzliche Strafsachen vor den Oberlandesgerichten (§ 120 GVG) | Str   | OLG      | St→StR                                      |
| VAs         | Entscheidungen über Justizverwaltungsakte (§ 25 EGGVG) | Str   | OLG      |                                             |
| Kart        | Kartellsachen: Bußgeldverfahren (§ 73 GWB) | Str   | OLG      |                                             |
| HEs         | Haftentscheidungen (§ 121 StPO) | Str   | OLG      |                                             |
| OJs         | Erstinstanzliche Strafsachen der Generalstaatsanwaltschaft (§ 120 GVG) | Str   | GStA     |                                             |
| SRs         | Revisionen in Strafsachen (ehemals Ss) | Str   | GStA     |                                             |
| SsBs        | Rechtsbeschwerden in Bußgeldsachen | Str   | GStA     |                                             |
| SsRs        | Anträge auf Zulassung der Rechtsbeschwerde | Str   | GStA     |                                             |
| Zs          | Beschwerden in Strafsachen | Str   | GStA     |                                             |
| Ausl        | Angelegenheiten des Gesetzes über die internationale Rechtshilfe in Strafsachen (IRG) | Str   | GStA     |                                             |
| StEs        | Entschädigung für Strafverfolgungsmaßnahmen (StrEG) | Str   | GStA     |                                             |
| StR         | Revisionen und Vorlegungssachen nach § 121 Abs. 1 Nr. 1, Abs. 2 GVG, § 79 Abs. 3 OWiG, §§ 13 Abs. 4, 25 StrRehaG | Str   | BGH      | Ks/KLs/St→StR; OWi→ORbs→(StR)               |
| StB         | Beschwerden | Str   | BGH      |                                             |
| ARs         | Allgemeine Register und Gerichtsstandsbestimmungen | Str   | BGH      |                                             |
| BGs         | Einzelne richterliche Anordnungen des Ermittlungsrichters (§ 169 StPO) | Str   | BGH      |                                             |
| AR(VS)      | Entscheidungen über Justizverwaltungsakte (§ 29 EGGVG) | Str   | BGH      |                                             |
| AR(Vollz)   | Vorlegungssachen in Strafvollzugssachen (§ 121 Abs. 2 Nr. 2 GVG) | Str   | BGH      |                                             |
| AK          | Aktenkontrolle für Haftprüfungsverfahren | Str   | BGH      |                                             |
| StE         | Erstinstanzliche Strafsachen des Generalbundesanwalts beim Bundesgerichtshof (§ 120 GVG) | Str   | GBA      |                                             |
| BJs         | Ermittlungsverfahren des Generalbundesanwalts beim Bundesgerichtshof (§ 142a GVG) | Str   | GBA      |                                             |
| ARP         | Allgemeines Register für Staatsschutzstrafsachen | Str   | GBA      |                                             |
| BGns        | Gnadensachen | Str   | GBA      |                                             |
| BAusl       | Auslieferungssachen | Str   | GBA      |                                             |
| KRB         | Rechtsbeschwerden in Kartellbußgeldverfahren (§ 84 GWB) | Str   | BGH      |                                             |
| EnRB        | Rechtsbeschwerden in Bußgeldverfahren nach dem EnWG (§ 99 EnWG) | Str   | BGH      |                                             |
| GSSt        | Großer Senat für Strafsachen (§ 132 GVG) | Str   | BGH      |                                             |
| VGS         | Vereinigte Große Senate (§ 132 GVG) | Str   | BGH      |                                             |
| VRG         | Ersuchen des Bundesverfassungsgerichts zu Vorlagen nach Art. 100 GG und zu Verfassungsbeschwerden | Str   | BGH      |                                             |
| DV          | Vorverfahren gegen Richterinnen und Richter, Staatsanwältinnen und -anwälte, Beamtinnen und Beamte | Str   | StA      |                                             |
| DG          | Erstinstanzliche Disziplinarverfahren gegen Richterinnen und Richter (§ 78 Nr. 1 DRiG) | Str   | DG       | DG→DGH→RiSt(R)                              |
| DGH         | Berufungen und Beschwerden in Disziplinarverfahren gegen Richterinnen und Richter (§ 79 Abs. 1 DRiG) | Str   | DGH      |                                             |
| RiSt(R)     | Revisionen in Disziplinarverfahren nach dem Deutschen Richtergesetz (§ 79 Abs. 3 DRiG) | Str   | BGH      |                                             |
| RiSt        | Disziplinarsachen (§ 62 Abs. 1 Nr. 1 DRiG) und Anträge auf Einleitung oder Einstellung des förmlichen Disziplinarverfahrens, auf vorläufige Dienstenthebung, auf Einbehaltung von Dienstbezügen sowie auf Aufhebung dieser Maßnahmen gegen Richter und Staatsanwälte im Bundesdienst sowie Mitglieder des Bundesrechnungshofes | Str   | BGH      |                                             |
| EV          | Erstinstanzliche anwaltsgerichtliche Verfahren gegen Rechtsanwältinnen und -anwälte (§ 119 BRAO) | Str   | AnwG     | EV→AGH→AnwSt(R)                             |
| AGH         | Berufungen in anwaltsgerichtliche Verfahren gegen Rechtsanwältinnen und -anwälte (§ 143 BRAO) | Str   | AGH      |                                             |
| AnwSt(R)    | Revisionen in anwaltsgerichtlichen Verfahren gegen Rechtsanwältinnen und -anwälte (§ 145 BRAO) | Str   | BGH      |                                             |
| AnwSt       | Anwaltsgerichtliche Verfahren (§ 163 BRAO) und Beschwerden in Ordnungsmittelverfahren gegen Rechtsanwälte beim Bundesgerichtshof | Str   | BGH      |                                             |
| Pat         | Erstinstanzliche berufsgerichtliche Verfahren gegen Patentanwältinnen und -anwälte (§ 104 PAO) | Str   | LG       |                                             |
| PatA-St     | Berufungen in berufsgerichtlichen Verfahren gegen Patentanwältinnen und -anwälte (§ 125 PAO) | Str   | OLG      | Pat→PatA-St→PatAnwSt(R)                     |
| PatAnwSt(R) | Revisionen in berufsgerichtlichen Verfahren gegen Patentanwältinnen und -anwälte (§ 127 PAO) | Str   | BGH      |                                             |
| NV          | Vorverfahren gegen Notarinnen und Notare | Str   | StA      |                                             |
| Not         | Erstinstanzliche Disziplinarverfahren gegen Notarinnen und Notare (§ 99 BNotO) | Str   | OLG      |                                             |
| NotSt(Brfg) | Berufungen und Anträge auf Zulassung der Berufung gegen Urteile der Oberlandesgerichte in Disziplinarverfahren gegen Notarinnen und Notare (§§ 99, 109 BNotO) | Str   | BGH      | Not→NotSt(Brfg)                             |
| StV         | Vorverfahren gegen Steuerberaterinnen und -berater | Str   | StA      |                                             |
| StL         | Erstinstanzliche Verfahren gegen Steuerberaterinnen und -berater (§ 95 StBerG) | Str   | LG       |                                             |
| StO         | Berufungen und Beschwerden in Verfahren gegen Steuerberaterinnen und -berater (§ 96 StBerG) | Str   | OLG      |                                             |
| StbSt(R)    | Revisionen in berufsgerichtlichen Verfahren in Steuerberater- und Steuerbevollmächtigtensachen (§ 97 StBerG) | Str   | BGH      |                                             |
| WiV         | Vorverfahren gegen Wirtschaftsprüferinnen und -prüfer | Str   | StA      |                                             |
| WiL         | Erstinstanzliche Verfahren gegen Wirtschaftsprüferinnen und -prüfer (§ 72 WiPO) | Str   | LG       |                                             |
| WiO         | Berufungen und Beschwerden in Verfahren gegen Wirtschaftsprüferinnen und -prüfer (§ 73 WiPO) | Str   | OLG      |                                             |
| WpSt(R)     | Revisionen in berufsgerichtlichen Verfahren in Wirtschaftsprüfersachen (§ 74 WiPO) | Str   | BGH      |                                             |
| Ca          | Erstinstanzliche Klagen in bürgerlichen Rechtsstreitigkeiten (§§ 2, 46 ArbGG) | Arb   | ArbG     | Ca→Sa→AZR                                   |
| Ba          | Mahnsachen (§ 46a ArbGG) | Arb   | ArbG     |                                             |
| Ga          | Arreste und einstweilige Verfügungen in bürgerlichen Rechtsstreitigkeiten (§ 62 ArbGG) | Arb   | ArbG     |                                             |
| Ha          | Anträge außerhalb eines anhängigen Urteilsverfahrens | Arb   | ArbG     |                                             |
| BV          | Erstinstanzliche Beschlussverfahren (§§ 2, 80 ArbGG) | Arb   | ArbG     | BV→TaBV→ABR                                 |
| BVGa        | Arreste und einstweilige Verfügungen in Beschlussverfahren (§ 85 ArbGG) | Arb   | ArbG     |                                             |
| BVHa        | Anträge außerhalb eines anhängigen Beschlussverfahrens | Arb   | ArbG     |                                             |
| GLa         | Einstweiliger Rechtsschutz in bürgerlichen Rechtsstreitigkeiten; bis 31. Dezember 2023 SaGa | Arb   | LAG      |                                             |
| GRa         | Güterichter (§§ 54, 80 ArbGG) | Arb   | ArbG     |                                             |
| RNS         | Register für niedergelegte Schiedssprüche und schiedsrichterliche Vergleiche | Arb   | ArbG     |                                             |
| SLa         | Berufungen in bürgerlichen Rechtsstreitigkeiten (§§ 2, 64 ArbGG); bis 31. Dezember 2023 Sa | Arb   | LAG      | Ca→SLa→AZR                                  |
| SHa         | Anträge außerhalb eines anhängigen Berufungsverfahrens | Arb   | LAG      |                                             |
| Ta          | Beschwerden außer Beschwerden in Beschlussverfahren nach § 87 Abs. 1 ArbGG | Arb   | LAG      |                                             |
| Oa          | Erstinstanzliche Prozessverfahren (z. B. § 201 GVG) | Arb   | LAG      |                                             |
| TaBV        | Beschwerden gegen Beschlüsse der Arbeitsgerichte in Beschlussverfahren (§§ 2a, 87 ArbGG) | Arb   | LAG      | BV→TaBV→ABR                                 |
| TaBVGa      | Einstweiliger Rechtsschutz in Beschlussverfahren | Arb   | LAG      |                                             |
| TaBVHa      | Anträge außerhalb eines in der Beschwerdeinstanz anhängigen Beschlussverfahrens | Arb   | LAG      |                                             |
| BVL         | Erstinstanzliche Beschlussverfahren (§ 98 ArbGG) | Arb   | LAG      |                                             |
| BVLHa       | Anträge außerhalb eines erstinstanzlichen Beschlussverfahrens | Arb   | LAG      |                                             |
| GRLa        | Güterichter (§§ 54, 64, 87 ArbGG) | Arb   | LAG      |                                             |
| ACA         | Erstinstanzliche Urteilsverfahren aufgrund SGB IX im Geschäftsbereich des Bundesnachrichtendienstes | Arb   | BAG      |                                             |
| AZR         | Revisionen in Urteilsverfahren | Arb   | BAG      | Ca→Sa→AZR                                   |
| AZB         | Sofortige Beschwerden § 72b ArbGG, Rechts-/Revisionsbeschwerden §§ 77, 78 ArbGG | Arb   | BAG      |                                             |
| AZN         | Nichtzulassungsbeschwerden in Urteilsverfahren (§ 72a ArbGG) | Arb   | BAG      |                                             |
| AZM         | Nichtzulassungsbeschwerden in Beschwerdeverfahren (§ 77 Satz 2 iVm. § 72a Abs. 2 Satz 1, Abs. 3 Satz 1 ArbGG) | Arb   | BAG      |                                             |
| ABB         | Sofortige Beschwerden § 92b ArbGG | Arb   | BAG      |                                             |
| ABR         | Rechtsbeschwerden in Beschlussverfahren | Arb   | BAG      | BV→TaBV→ABR                                 |
| ABN         | Nichtzulassungsbeschwerden in Beschlussverfahren (§ 92a ArbGG) | Arb   | BAG      |                                             |
| ABV         | Erstinstanzliche Beschlussverfahren aufgrund SGB IX im Geschäftsbereich des Bundesnachrichtendienstes | Arb   | BAG      |                                             |
| AR          | Allgemeines Register | Arb   | BAG      |                                             |
| E           | Verfahren gemäß § 201 GVG in Verbindung mit § 9 Abs. 2 ArbGG soweit die Klage gegen den Bund gerichtet ist | Arb   | BAG      |                                             |
| GR          | Verfahren vor dem Güterichter gemäß § 54 Abs. 6, § 80 Abs. 2 Satz 2 ArbGG | Arb   | BAG      |                                             |
| GS          | Großer Senat des Bundesarbeitsgerichts | Arb   | BAG      |                                             |
| AZA         | Prozesskostenhilfeanträge außerhalb anhängiger Verfahren (bis 31. Juli 2021) | Arb   | BAG      |                                             |
| K           | Erstinstanzliche Hauptverfahren (Klagen, Hauptsacheverfahren in Personalvertretungssachen, Disziplinarklagen, berufsgerichtliche Hauptsacheverfahren; § 45 VwGO) | Vw    | VG       | K→A→C                                       |
| L           | Vorläufiger/einstweiliger Rechtsschutz (ohne Numerus-clausus-Sachen) | Vw    | VG       |                                             |
| NC          | Vorläufiger Rechtsschutz in Numerus-clausus-Sachen | Vw    | VG       |                                             |
| M           | Vollstreckungsverfahren | Vw    | VG       |                                             |
| I           | Anträge außerhalb eines anhängigen Verfahrens (insbesondere Rechts- und Amtshilfeersuchen, Beweissicherungsverfahren, Verfahren vor dem Güterichter) | Vw    | VG       |                                             |
| A           | Rechtsmittel gegen Entscheidungen der Verwaltungsgerichte in Hauptverfahren (Berufungen, Anträge auf Zulassung der Berufung, Beschwerden gegen das Verfahren beendende Beschlüsse in Personalvertretungssachen, Disziplinar- oder berufsgerichtlichen Verfahren; § 46 VwGO) | Vw    | OVG      | K→A→C                                       |
| B           | Vorläufiger/einstweiliger Rechtsschutz; auch Rechtsmittel gegen Beschlüsse der Verwaltungsgerichte | Vw    | OVG      |                                             |
| D           | Erstinstanzliche Hauptverfahren (Klagen nach § 48 VwGO, Normenkontrollverfahren nach § 47 VwGO); Entschädigungsklagen nach § 173 Satz 2 VwGO in Verbindung mit § 201 GVG; Zwischenverfahren nach § 99 Abs. 2 VwGO | Vw    | OVG      | D→C; D.NE→CN                                |
| E           | Beschwerden in Prozesskostenhilfesachen; sonstige Beschwerden gegen Beschlüsse | Vw    | OVG      |                                             |
| F           | Anträge außerhalb eines anhängigen Verfahrens (insbesondere Rechts- und Amtshilfeersuchen, Beweissicherungsverfahren, Verfahren vor dem Güterichter, Entbindung ehrenamtlicher Richter von ihrem Amt, Bestimmung des zuständigen Gerichts nach § 53 VwGO, Wahlanfechtungen nach § 4 VwGO in Verbindung mit § 21b Abs. 6 GVG); selbstständige Vollstreckungssachen, soweit das Vollstreckungsgericht zuständig ist (z. B. nicht Vollstreckungsabwehrklage, Drittwiderspruchsklage) | Vw    | OVG      |                                             |
| A           | [Zusatz:] Asylverfahren | Vw    | VG, OVG  |                                             |
| AK          | [Zusatz:] großtechnisches Bauvorhaben gemäß § 48 VwGO | Vw    | VG, OVG  |                                             |
| EK          | [Zusatz:] Klagen auf Entschädigung nach § 173 Satz 2 VwGO in Verbindung mit § 201 GVG | Vw    | VG, OVG  |                                             |
| G           | [Zusatz:] Flurbereinigungsverfahren | Vw    | VG, OVG  |                                             |
| GR          | [Zusatz:] Güterichterverfahren nach § 173 VwGO in Verbindung mit § 278 Abs. 5 ZPO | Vw    | VG, OVG  |                                             |
| NE          | [Zusatz:] Normenkontrollverfahren gemäß § 47 VwGO | Vw    | OVG      |                                             |
| PVL         | [Zusatz:] Landespersonalvertretungssache | Vw    | VG, OVG  |                                             |
| PVB         | [Zusatz:] Bundespersonalvertretungssache | Vw    | VG, OVG  |                                             |
| S           | [Zusatz:] Landesberufsgerichtliches Verfahren (Architekten/innen, Stadtplaner/innen) | Vw    | VG, OVG  |                                             |
| T           | [Zusatz:] Landesberufsgerichtliches Verfahren (Heilberufe) | Vw    | VG, OVG  |                                             |
| U           | [Zusatz:] Landesberufsgerichtliches Verfahren (beratende Ingenieur/innen) | Vw    | VG, OVG  |                                             |
| C           | Revisionen in Verwaltungsstreitverfahren (§§ 49, 132 VwGO) | Vw    | BVerwG   | K→A→C; D→C                                  |
| B           | Beschwerden (einschl. Nichtzulassungsbeschwerden) in Verwaltungsstreitsachen | Vw    | BVerwG   |                                             |
| CN          | Revisionen in Normenkontrollverfahren (§§ 49, 132 VwGO) | Vw    | BVerwG   | D.NE→CN                                     |
| BN          | Nichtzulassungsbeschwerden in Normenkontrollverfahren | Vw    | BVerwG   |                                             |
| A           | Erstinstanzliche Klagen (einschl. Wiederaufnahmeverfahren) in Verwaltungsstreitsachen (§ 50 VwGO) | Vw    | BVerwG   |                                             |
| VR          | Vorläufiger Rechtsschutz (§§ 80, 123 VwGO) | Vw    | BVerwG   |                                             |
| D           | [Zusatz:] Entschädigungsverfahren wegen überlanger Verfahrensdauer (§ 201 GVG) | Vw    | BVerwG   |                                             |
| F           | Verwaltungsstreitsachen vor dem Fachsenat wegen der verweigerten Vorlage von Urkunden, Akten oder elektronischen Dokumente sowie der verweigerten Erteilung von Auskünften (§ 99 Abs. 2 VwGO) | Vw    | BVerwG   |                                             |
| Gr. Sen.    | Großer Senat des Bundesverwaltungsgerichts (§ 11 VwGO) | Vw    | BVerwG   |                                             |
| St          | Angeforderte Stellungnahmen der Senate des Bundesverwaltungsgerichts (z. B. § 12 RsprEinhG; bei anderen OGB: AR) | Vw    | BVerwG   |                                             |
| KSt         | Erinnerungen gegen den Kostenansatz und Gegenvorstellungen gegen die Streitwertfestsetzung sowie Erinnerungen im Kostenfestsetzungsverfahren | Vw    | BVerwG   |                                             |
| P           | Rechtsbeschwerdeverfahren in Personalvertretungssachen und Richtervertretungssachen (§ 83 BPersVG, § 60 DRiG, § 92 ArbGG) | Vw    | BVerwG   |                                             |
| PB          | Nichtzulassungsbeschwerden in Personalvertretungssachen und Richtervertretungssachen | Vw    | BVerwG   |                                             |
| AV          | „Allgemeine Verfahren“, d. h. Verfahren über sonstige Anträge außerhalb eines schwebenden Verfahrens | Vw    | BVerwG   |                                             |
| ER          | Sonstige Eingänge wie etwa allgemeine Anordnungen über den Geschäftsbetrieb (Verwaltungsanordnungen) oder Eingaben Dritter | Vw    | BVerwG   |                                             |
| VL          | Gerichtliche Disziplinarverfahren gegen Soldatinnen und Soldaten (§ 68 WDO) | Vw    | TDG      | VL→WD                                       |
| ASL         | Zustimmung zum Disziplinararrest (§ 40 WDO) | Vw    | TDG      |                                             |
| DsL         | Untersuchungsmaßnahmen | Vw    | TDG      |                                             |
| WL          | Wiederaufnahme | Vw    | TDG      |                                             |
| BLc         | Disziplinarbeschwerden (§ 42 WDO) | Vw    | TDG      |                                             |
| BLb         | Disziplinararrestbeschwerden | Vw    | TDG      |                                             |
| BLa         | Wehrbeschwerdeverfahren (sonstige, § 17 WBO) | Vw    | TDG      |                                             |
| WD          | Berufungsverfahren in Wehrdisziplinarsachen (§ 115 WDO) | Vw    | BVerwG   | VL→WD                                       |
| WDB         | Rechtsmittelverfahren über Anträge, Beschwerden und Vorlagen nach der Wehrdisziplinarordnung | Vw    | BVerwG   |                                             |
| WDW         | Wiederaufnahmeverfahren in Wehrdisziplinarsachen | Vw    | BVerwG   |                                             |
| WRB         | Rechtsbeschwerden in Verfahren nach der Wehrbeschwerdeordnung (§ 22a WBO) | Vw    | BVerwG   |                                             |
| WNB         | Nichtzulassungsbeschwerden in Verfahren nach der Wehrbeschwerdeordnung | Vw    | BVerwG   |                                             |
| WB          | Wehrbeschwerdeordnung (Anträge, Beschwerden, Vorlagen) | Vw    | BVerwG   |                                             |
| WBW         | Wiederaufnahmeverfahren in Wehrbeschwerdesachen | Vw    | BVerwG   |                                             |
| S           | [Vorsatz:] Sozialgericht | Soz   | SG       |                                             |
| L           | [Vorsatz:] Landessozialgericht | Soz   | LSG      |                                             |
| B           | [Vorsatz:] Bundessozialgericht | Soz   | BSG      |                                             |
| AL          | Arbeitsförderung und die übrigen Aufgaben der Bundesagentur für Arbeit (ohne Streitigkeiten nach dem BKGG und dem SGB II) | Soz   |          |                                             |
| AS          | Grundsicherung für Arbeitsuchende | Soz   |          |                                             |
| AY          | Asylbewerberleistungsgesetz (AsylbLG) | Soz   |          |                                             |
| BA          | Anfrageverfahren nach § 7a SGB IV sowie der Betriebsprüfungen nach §§ 28p und 28q SGB IV | Soz   |          |                                             |
| BK          | Kindergeld, Angelegenheiten nach §§ 6a und 6b BKGG | Soz   |          |                                             |
| BL          | Blindengeld, Blindenhilfe | Soz   |          |                                             |
| EG          | Erziehungsgeld, Elterngeld und Betreuungsgeld | Soz   |          |                                             |
| KA          | Recht der Vertragsärztinnen und -ärzte sowie -zahnärztinnen und -zahnärzte | Soz   |          |                                             |
| KG          | Kindergeld, ohne Streitigkeiten nach §§ 6a und 6b BKGG | Soz   |          |                                             |
| KR          | Krankenversicherung, Gesamtsozialversicherungsbeiträge sowie Nebengebiete | Soz   |          |                                             |
| P           | Pflegeversicherung | Soz   |          |                                             |
| R           | Rentenversicherung | Soz   |          |                                             |
| SB          | Schwerbehindertenrecht | Soz   |          |                                             |
| SV          | Sonstige Verfahren: Klagen und ER-Verfahren, die keinem Rechtsgebiet zugeordnet werden können | Soz   |          |                                             |
| SO          | Sozialhilfe | Soz   |          |                                             |
| U           | Unfallversicherung | Soz   |          |                                             |
| VE          | Soziales Entschädigungsrecht | Soz   |          |                                             |
| EH          | Entwicklungshelfergesetz | Soz   |          |                                             |
| LW          | Alterssicherung der Landwirte | Soz   |          |                                             |
| VG          | Opferentschädigungsgesetz (OEG) | Soz   |          |                                             |
| VH          | Häftlingshilfegesetz (HHG) | Soz   |          |                                             |
| VJ          | Streitigkeiten nach dem Infektionsschutzgesetz | Soz   |          |                                             |
| VK          | Kriegsopferversorgung (BVG) | Soz   |          |                                             |
| VM          | Entschädigung für ehemalige DDR-Bürgerinnen und -Bürger infolge medizinischer Maßnahmen | Soz   |          |                                             |
| VS          | Soldatenversorgung (SVG) | Soz   |          |                                             |
| VU          | SED-Unrechtsbereinigungsgesetz | Soz   |          |                                             |
| SF          | Sonstige Verfahren einschließlich Amts-, Rechtshilfe, Güterichter | Soz   |          |                                             |
| GS          | Großer Senat des Bundessozialgerichts (§ 41 SGG) | Soz   | BSG      |                                             |
| R           | [Zusatz:] Revisionen (§ 39 SGG) | Soz   | BSG      | S_→L_→B_R                                   |
| B           | [Zusatz:] Beschwerderegister | Soz   | LSG, BSG |                                             |
| NZB         | [Zusatz:] Beschwerden gegen die Nichtzulassung der Berufung (mit Eingang beim LSG) | Soz   | LSG      |                                             |
| ER          | [Zusatz:] Einstweiliger Rechtsschutz | Soz   |          |                                             |
| KL          | [Zusatz:] Erstinstanzliches Klageverfahren beim LSG (ohne Normenkontrollverfahren) | Soz   | LSG      |                                             |
| NK          | [Zusatz:] Normenkontrollverfahren (§ 55a SGG) | Soz   | LSG, BSG |                                             |
| RG          | [Zusatz:] Anhörungsrügeverfahren (§ 178a SGG) | Soz   |          |                                             |
| WA          | [Zusatz:] Wiederaufnahme (§ 179 SGG) | Soz   |          |                                             |
| ZVW         | [Zusatz:] Zurückverweisung | Soz   |          |                                             |
| RH          | [Zusatz:] Amts- und Rechtshilfeersuchen einschließlich der Angelegenheiten nach § 22 SGB X | Soz   |          |                                             |
| E           | [Zusatz:] Erinnerung gegen einen Kostenfestsetzungsbeschluss/Kostenansatz | Soz   |          |                                             |
| EK          | [Zusatz:] Entschädigungsklagen (§§ 202 Satz 2 SGG, 201 GVG) | Soz   |          |                                             |
| AB          | [Zusatz:] Ablehnung von Gerichtspersonen (§ 60 SGG) | Soz   |          |                                             |
| GR          | [Zusatz:] Güterichter (§ 202 Satz 1 SGG in Verbindung mit § 278 Abs. 5 ZPO) | Soz   |          |                                             |
| BW          | [Zusatz:] Beweissicherungsverfahren | Soz   |          |                                             |
| ERI         | [Zusatz:] Angelegenheiten der ehrenamtlichen Richterinnen und Richter | Soz   |          |                                             |
| K           | Erstinstanzliche Klagen (§ 35 FGO) | Fin   | FG       | K→R                                         |
| V           | Vorläufiger Rechtsschutz (§ 114 FGO) | Fin   | FG       |                                             |
| Ko          | Rechtsbehelfe in Kostensachen | Fin   | FG       |                                             |
| S           | Sonstige Anträge außerhalb eines anhängigen Verfahrens | Fin   | FG       |                                             |
| R           | Revisionen (§ 36 Nr. 1 FGO) | Fin   | BFH      | K→R                                         |
| B           | Beschwerden (§ 36 Nr. 2 FGO), Nichtzulassungsbeschwerden (§ 116 FGO) | Fin   | BFH      |                                             |
| GrS         | Großer Senat des Bundesfinanzhofs (§ 11 FGO) | Fin   | BFH      |                                             |
| K           | Entschädigungsklagen wegen überlanger Verfahrensdauer (§ 201 GVG) | Fin   | BFH      |                                             |
| E           | Erinnerungen gegen den Kostenansatz und Gegenvorstellungen gegen die Streitwertfestsetzung sowie Erinnerungen im Kostenfestsetzungsverfahren | Fin   | BFH      |                                             |
| S           | Sonstige Verfahrenssachen (Bewilligung von Prozesskostenhilfe: Zusatz PKH) | Fin   | BFH      |                                             |
| AR          | Allgemeines Register |       |          |                                             |
| PKH         | [Zusatz:] Prozesskostenhilfe |       |          |                                             |
| RAST        | Rechtsantragstelle |       |          |                                             |

#### VG, OVG/VGH
| Land        | VG         | VG         | OVG/VGH      | OVG/VGH      | OVG/VGH    | OVG/VGH    |
| Land        | 1. Instanz | 1. Instanz | Rechtsmittel | Rechtsmittel | 1. Instanz | 1. Instanz |
| Land        | Hauptsache | vorl. RS   | Berufung     | Beschwerde   | Hauptsache | vorl. RS   |
| ----------- | ---------- | ---------- | ------------ | ------------ | ---------- | ---------- |
| BW          | K          | K          | S            | S            | S          | S          |
| BY          | K          | E/S        | B            | CE/CS        | A N        | AE/AS NE   |
| BE BB       | K          | L          | B            | S            | A          | S          |
| HB          | K          | V          | LB/LC        | B            | D          | B          |
| HH          | K          | E          | Bf           | Bs           | E          | Es         |
| HE RP SL SN | K          | L          | A            | B            | C          | B          |
| MV          | A          | B          | L            | M            | K          | KM         |
| NI          | A          | B          | LB/LC        | ME           | KS KN      | MS MN      |
| NW          | K          | L          | A            | B            | D          | B          |
| ST          | A          | B          | L            | M            | K          | R          |
| SH          | A          | B          | LA/LB        | MB           | KS KN      | MR         |
| TH          | K          | E          | KO           | EO           | O N        | EO EN      |

#### Bundesverfassungsgericht
Die fortlaufenden Buchstaben der dritten Stelle richten sich dabei nach der Reihenfolge der Aufführung in § 13 BVerfGG. Lediglich spätere Einfügungen (z. B. Verfassungsbeschwerde: § 13 Nr. 8a) weichen von diesem System ab.
| Verwendete Aktenzeichen des Bundesverfassungsgerichts | Verwendete Aktenzeichen des Bundesverfassungsgerichts | Zuständigkeit des BVerfGG                        |
| ----------------------------------------------------- | --- | ------------------------------------------------ |
| BvA                                                   | Verwirkung von Grundrechten (nach Art. 18 GG) | § 13 I 1 Nr. 1 BVerfGG                           |
| BvB                                                   | Feststellung der Verfassungswidrigkeit bei Parteien (nach Art. 21 Abs. 2 GG) Feststellung des Ausschluss von staatliche Finanzierung von Parteien (nach Art. 21 Abs. 3 GG)  | § 13 I 1 Nr. 2 BVerfGG § 13 I 1 Nr. 2a BVerfGG   |
| BvC                                                   | Wahlprüfungsbeschwerden (nach Art. 41 Abs. 2 GG) Nichtanerkennungsbeschwerde (nach Art. 93 Absatz 1 Nummer 4c GG)                                                           | § 13 I 1 Nr. 3 BVerfGG § 13 I 1 Nr. 3a BVerfGG   |
| BvD                                                   | Bundespräsidentenanklage (nach Art. 61 GG) | § 13 I 1 Nr. 4 BVerfGG                           |
| BvE                                                   | Organstreitverfahren (nach Art. 93 Abs. 1 Nr. 1 GG) | § 13 I 1 Nr. 5 BVerfGG                           |
| BvF                                                   | abstrakte Normenkontrolle (nach Art. 93 Abs. 1 Nr. 2 GG) Einhaltung der Kompetenzverteilung im Rahmen der konkurrierenden Gesetzgebung (nach Art. 72 Abs. 2 und Art. 74 GG) | § 13 I 1 Nr. 6 BVerfGG § 13 I 1 Nr. 6a+b BVerfGG |
| BvG                                                   | Bund-Länder-Streitigkeiten (nach Art. 93 Abs. 1 Nr. 3, Art. 84 Abs. 4 S. 2 GG)                                                                                              | § 13 I 1 Nr. 7 BVerfGG                           |
| BvH                                                   | Andere öffentlich-rechtliche Streitigkeiten zw. Bund und Ländern (nach Art. 93 Abs. 1 Nr. 4 GG)                                                                             | § 13 I 1 Nr. 8 BVerfGG                           |
| BvJ                                                   | Anklage von Richtern (nach Art. 98 Abs. 2, 5 GG) | § 13 I 1 Nr. 9 BVerfGG                           |
| BvK                                                   | Landesverfassungsstreitigkeiten kraft landesrechtlicher Zuweisung (ehemals Schl.-Holst.) (nach Art. 99 GG)                                                                  | § 13 I 1 Nr. 10 BVerfGG                          |
| BvL                                                   | konkrete Normenkontrolle auf Vorlage der Gerichte (nach Art. 100 Abs. 1 GG)                                                                                                 | § 13 I 1 Nr. 11 BVerfGG                          |
| BvM                                                   | Überprüfung von Völkerrecht als Teil des Bundesrechts (nach Art. 100 Abs. 2 GG)                                                                                             | § 13 I 1 Nr. 12 BVerfGG                          |
| BvN                                                   | Auslegung des Grundgesetzes auf Vorlage eines Landesverfassungsgerichts (nach Art. 100 Abs. 3 GG)                                                                           | § 13 I 1 Nr. 13 BVerfGG                          |
| BvO                                                   | Meinungsverschiedenheiten über das Fortgeltung vorkonstitutionellen Rechts als Bundesrecht (nach Art. 126 GG)                                                               | § 13 I 1 Nr. 14 BVerfGG                          |
| BvP                                                   | Verfahren in den anderweitig durch Bundesgesetz zugewiesenen Fällen (nach Art. 93 Abs. 3 GG) - ab 1971 -                                                                    | § 13 I 1 Nr. 15 BVerfGG                          |
| BvQ                                                   | einstweilige Anordnungen (nach § 32 BVerfGG) und - bis 1970 - sonstige Verfahren                                                                                            | § 32 BVerfGG                                     |
| BvR                                                   | Verfassungsbeschwerden (nach Art. 93 Abs. 1 Nr. 4a, 4b GG) | § 13 I 1 Nr. 8a BVerfGG                          |
| PBvS                                                  | Beendigung des Richteramtes am BVerfG (nach § 105 BVerfGG) | § 105 BVerfGG                                    |
| BvT                                                   | Sonstige Verfahren, die bis 1960 geführt wurden |                                                  |
| PBvU/PBvU                                             | Plenarentscheidung (nach § 16 BVerfGG) | § 16 BVerfGG                                     |
| PBvV                                                  | Rechtsgutachten des Bundesverfassungsgerichts (nach § 97 BVerfGG a. F.) - bis 1952 -                                                                                        | § 97 BVerfGG a. F.                               |
| PBvW                                                  | Meinungsverschiedenheiten, ob ein Gesetz den Voraussetzungen des Art. 72 Abs. 2, 93 Abs. 1 Nr. 2a GG entspricht - ab 1998 -                                                 |                                                  |
| PBvX                                                  | Vorlagen des Bundesgerichtshofs nach § 36 Abs. 2 Untersuchungsausschussgesetz - ab 2001 -                                                                                   | § 13 I 1 Nr. 11a BVerfGG                         |
| BvY                                                   | Anträge nach Art. 93 Abs. 2 GG - ab 2006 - | Art. 93 Abs. 2 GG                                |